# 石井和之
石井 和之（いしい かずゆき、1973年7月24日）は、テレビドラマの選曲・音響効果・作曲・音楽制作クリエーター。元音響制作会社スポット取締役。2016年2月18日から独立し、株式会社ニートネストを設立して代表取締役を務める。

## 担当作品

### テレビドラマ

#### 1990年代

##### 連続ドラマ
- 木曜劇場29歳のクリスマス（フジテレビジョン,共同テレビジョン1994年10月期,音響効果）
- まだ恋は始まらない（フジテレビジョン,1995年10月期,音響効果）
- 踊る大捜査線（フジテレビジョン,1997年1月期,音響効果）
- 炎の消防隊（テレビ朝日,共同テレビジョン,1996年4月期,音響効果）
- こんな私に誰がした（フジテレビジョン,1996年10月期,音響効果）
- ビーチボーイズ（フジテレビジョン,1997年7月期,音響効果）
- 成田離婚（フジテレビジョン,1997年10月期,音響効果）
- Days（フジテレビジョン,1998年1月期,音響効果）
- きらきらひかる（フジテレビジョン,1998年1月期,音響効果）
- 恋はあせらず（フジテレビジョン,共同テレビジョン,1998年4月期,音響効果）
- ボーイハント（フジテレビジョン,1998年7月期,選曲・音響効果）
- 女教師（テレビ朝日,MMJ,1998年7月期）
- 走れ公務員!（フジテレビジョン,共同テレビジョン,1998年10月期,選曲・音響効果）
- 木曜劇場リング〜最終章〜（フジテレビジョン,共同テレビジョン,1999年1月期,音響効果）
- 恋の奇跡（テレビ朝日,AVEC,1999年4月期,選曲・音響効果）
- 木曜劇場らせん（フジテレビジョン,共同テレビジョン,1999年7月期,音響効果）
- 青い鳥症候群（テレビ朝日,大映テレビ,1999年10月期,選曲）

##### スペシャルドラマ
- 金曜エンタテインメント帰ってきたOL三人旅5北海道花めぐり湯けむり殺人事件（フジテレビジョン,共同テレビジョン,1996年6月,音響効果）
- 土曜ワイド劇場作家小日向鋭介の推理日記1闇に潜む殺意（テレビ朝日,G・カンパニー,1997年8月音響効果）
- 踊る大捜査線歳末特別警戒スペシャル（フジテレビジョン,1997年12月,音響効果）
- ビーチボーイズスペシャル（フジテレビジョン,1998年1月,音響効果）
- 踊る大捜査線番外編湾岸署婦警物語初夏の交通安全スペシャル（フジテレビジョン,1998年6月,音響効果）
- 月曜ドラマスペシャル真夏の恐怖劇場『フェチシズム』（TBSテレビ,大映テレビ,1999年7月,音響効果）

#### 2000年代

##### 連続ドラマ
- 月曜ドラマ・イン月下の棋士（テレビ朝日,MMJ,2000年1月期,音響効果）
- 天気予報の恋人（フジテレビジョン,共同テレビジョン,2000年4月期,音響効果）
- 20歳の結婚（TBSテレビ,AVEC,2000年7月期,選曲）
- 日曜劇場催眠（TBSテレビ,共同テレビジョン,2000年7月期,選曲）
- 土曜ナイトドラマただいま満室（テレビ朝日,MMJ,2000年10月期,選曲）
- 2001年のおとこ運（関西テレビ,AVEC,2001年1月期,選曲）
- お前の諭吉が泣いている（テレビ朝日,電通,2001年1月期,選曲・音響効果）
- 金曜ナイトドラマOLヴィジュアル系・第2シリーズ（テレビ朝日,CUC,2001年4月期,選曲）
- 氷点2001（テレビ朝日,MMJ,2001年7月期,音響効果）
- 生きるための情熱としての殺人（テレビ朝日,スイート・ベイジル,2001年7月期,選曲・音響効果）
- ドラマDモードFLY航空学園グラフィティ（NHK,NHKエンタープライズ,AVEC,2001年5月-7月,選曲・音響効果）
- 金曜ナイトドラマ嫉妬の香り（テレビ朝日,MMJ,2001年10月期,音響効果）
- 木曜劇場恋ノチカラ（フジテレビジョン,共同テレビジョン,2002年1月期,選曲・音響効果）
- 春ランマン（関西テレビ,AVEC,2002年4月期,選曲）
- 金曜ナイトドラマ九龍で会いましょう（テレビ朝日,アズバーズ,2002年4月期,選曲・音響効果）
- サトラレ（テレビ朝日,MMJ,2002年7月期,選曲）
- 真夜中の雨（TBSテレビ,2002年10月期,音響効果）
- 逮捕しちゃうぞ（テレビ朝日,AVEC,2002年10月期,選曲）
- 恋は戦い!（テレビ朝日,電通,2003年1月期,選曲）
- HOTMAN（TBSテレビ,AVEC,2003年4月期,選曲）
- 大奥（フジテレビジョン,東映,2003年6月-8月,音響効果）
- クニミツの政（関西テレビ,AVEC,2003年7月期,選曲）
- ビギナー（フジテレビジョン,2003年10月期,選曲）
- 僕と彼女と彼女の生きる道（関西テレビ,共同テレビジョン,2004年1月期,選曲）
- 金曜ナイトドラマ霊感バスガイド事件簿（テレビ朝日,AVEC,2004年4月期,選曲）
- 南くんの恋人（テレビ朝日,THEWORKS,2004年7月期,選曲）
- 金曜ナイトドラマああ探偵事務所（テレビ朝日,MMJ,2004年7月期,選曲）
- HOTMAN2（TBSテレビ,AVEC,2004年10月期,選曲）
- 金曜ナイトドラマミステリー民俗学者八雲樹（テレビ朝日,ホリプロ,2004年10月期,選曲）
- 87%（日本テレビ,2005年1月期,選曲）
- アタックNo.1（テレビ朝日,国際放映2005年4月期,選曲）
- 金曜ナイトドラマ雨と夢のあとに（テレビ朝日,角川映画,2005年4月期,選曲）
- スローダンス（フジテレビジョン,2005年7月期,選曲）
- おとなの夏休み（日本テレビ,2005年7月期,選曲）
- 金曜ナイトドラマ着信アリ（テレビ朝日,角川映画,2005年10月期,選曲）
- 喰いタン（日本テレビ,AVEC,2006年1月期,サウンドデザイン）
- ブスの瞳に恋してる（関西テレビ,ホリプロ,2006年4月期,選曲）
- 弁護士のくず（TBSテレビ,ドリマックス・テレビジョン,2006年4月期,選曲）
- PS-羅生門-（テレビ朝日,東映,2006年7月期,サウンドデザイン）
- 人生はフルコース（NHK,NHKエンタープライズ,東阪企画,2006年7月-8月,選曲・音響効果）
- 金曜ナイトドラマ黒い太陽（テレビ朝日,ティーズ,アズバーズ,2006年7月期,選曲）
- 金曜ナイトドラマアンナさんのおまめ（テレビ朝日,国際放映,2006年10月期,サウンドデザイン）
- 地獄少女（日本テレビ,D.N.ドリームパートナーズ,バップ,泉放送制作2006年11月-2007年1月,選曲）
- ヒミツの花園（関西テレビ,MMJ,2007年1月期,選曲）
- きらきら研修医（TBSテレビ,ドリマックス・テレビジョン,2007年1月期,サウンドデザイン）
- 恋話〜ハナの恋物語〜（テレビ朝日,2007年2月,選曲・音響効果）
- 喰いタン2（日本テレビ,AVEC,2007年4月期,サウンドデザイン）
- 生徒諸君!（朝日放送,テレビ朝日,アズバーズ,2007年4月期,音楽プロデューサー）
- 女帝（朝日放送,テレビ朝日,MMJ,2007年7月期）
- 金曜ナイトドラマスシ王子!（テレビ朝日,オフィスクレッシェンド,2007年7月期,サウンドデザイン）
- 金曜ナイトドラマモップガール（テレビ朝日,東宝,泉放送制作2007年10月期,音楽プロデューサー）
- ドリーム☆アゲイン（日本テレビ,AVEC,2007年10月期,サウンドデザイン）
- ホカベン（日本テレビ,トータルメディアコミュニケーション,2008年4月期,サウンドデザイン）
- 7人の女弁護士第2シリーズ（テレビ朝日,MMJ,2008年4月期,サウンドデザイン）
- 正義の味方（日本テレビ,AVEC,2008年7月期,サウンドデザイン）
- ロト6で3億2千万円当てた男（朝日放送,テレビ朝日,MMJ,2008年7月期,サウンドデザイン）
- 金曜ナイトドラマ打撃天使ルリ（テレビ朝日,国際放映,2008年7月期,サウンドデザイン）
- オー!マイ・ガール!!（日本テレビ,AVEC,2008年10月期,サウンドデザイン）
- サラリーマン金太郎（テレビ朝日,MMJ,2008年10月期,サウンドデザイン）
- 銭ゲバ（日本テレビ,トータルメディアコミュニケーション,2009年1月期,サウンドデザイン）
- 連続ドラマW空飛ぶタイヤ（WOWOW,東阪企画,2009年3月-4月,選曲）
- ゴッドハンド輝（TBSテレビ,MMJ,2009年4月期,選曲）
- アイシテル〜海容〜（日本テレビ,ケイファクトリー,2009年4月期,サウンドデザイン）
- ふたつのスピカ（NHK,ドリマックス・テレビジョン,2009年6月-7月,選曲・音響効果）
- 連続ドラマWママは昔パパだった（WOWOW,The icon,2009年8月-9月,サウンドデザイン）
- 赤鼻のセンセイ（日本テレビ,オフィスクレッシェンド,2009年7月期,サウンドデザイン）
- マイガール（テレビ朝日,東宝,2009年10月期,サウンドデザイン）
- アンタッチャブル〜事件記者・鳴海遼子〜（朝日放送,テレビ朝日,5年D組2009年10月期,選曲）

##### スペシャルドラマ
- 金曜エンタテイメント女検死官（フジテレビジョン,共同テレビジョン,2000年7月,音響効果）
- イタリア通（フジテレビジョン,2001年,選曲・音響効果）
- OLヴィジュアル系完結編（テレビ朝日,CUC,2001年10月,選曲・音響効果）
- ナンバーワン（TBSテレビ,AVEC,2001年12月,選曲）
- モーニング娘。新春!LOVEストーリーズ「伊豆の踊り子」「はいからさんが通る」（TBSテレビ,共同テレビジョン,2002年1月,音響効果）
- 生放送はとまらない!（テレビ朝日,アズバーズ,2003年10月,選曲・音響効果）
- 刑事吉永誠一涙の事件簿1「絵が殺した」（テレビ東京,BSジャパン,ホリプロ,2004年5月,選曲）
- 刑事吉永誠一涙の事件簿2「帰れない遺骨」（テレビ東京,BSジャパン,ホリプロ,2004年12月,選曲）
- 星野仙一物語〜亡き妻へ贈る言葉（TBSテレビ,AVEC,2005年1月,選曲）
- 刑事吉永誠一涙の事件簿3「雨に殺せば」（テレビ東京,BSジャパン,ホリプロ,2005年11月,選曲）
- 女の一代記シリーズ『悪女の一生〜芝居と結婚した女優杉村春子の生涯〜』（フジテレビジョン,2005年11月,選曲）
- 金曜エンタテイメント新・細うで繁盛記（フジテレビジョン,東宝,2006年1月,選曲）
- 東京ワンダーツアーズ（日本テレビ,オフィスクレッシェンド,2006年2月,選曲）
- Happy!（TBSテレビ,2006年3月,選曲）
- DRAMACOMPLEX銭華〜銀座ホステス株バトル〜（日本テレビ,東宝,2006年6月,選曲）
- DRAMACOMPLEX59番目のプロポーズ（日本テレビ,三城,2006年7月,選曲）
- 刑事吉永誠一涙の事件簿4「いちばん大切な死体（ひと）」（テレビ東京,BSジャパン,ホリプロ,2006年8月,選曲）
- 検事霞夕子「悪徳政治家は許さない」（日本テレビ,ユニオン映画,2006年11月,選曲）
- 警視庁鑑識課＜第9班＞ミッドナイトブルー（日本テレビ,2006年11月,選曲）
- Happy!2（TBSテレビ,2006年12月,選曲）
- 金曜プレステージ新・細うで繁盛記2（フジテレビジョン,東宝,2007年1月,選曲）
- 刑事吉永誠一涙の事件簿5「約束の指切り」（テレビ東京,BSジャパン,ホリプロ,2007年1月,選曲）
- セレンディップの奇跡（日本テレビ,2007年,選曲）
- 玉蘭（テレビ朝日,ホリプロ,2007年7月,選曲）
- 新幹線ガール（日本テレビ,AX-ON,2007年7月,選曲）
- 刑事吉永誠一涙の事件簿6「五億円の黒い白髪」（テレビ東京,BSジャパン,ホリプロ,2007年8月,選曲）
- 黒い太陽'07スペシャル（テレビ朝日,ティーズ,アズバーズ,2007年9月,選曲）
- 未来遊園地〜幽霊少女と観覧車〜（テレビ朝日,アズバーズ,2007年9月,選曲）
- 検事霞夕子2「豪華客船殺人クルージング」（日本テレビ,ユニオン映画,2007年10月,選曲）
- 新春お取寄せドラマおいしいデパ地下（テレビ朝日,MMJ,2008年1月,選曲）
- 妻たちからの三行半〜夫たちの(秘)離婚回避マニュアル〜（フジテレビジョン,アズバーズ,2008年2月,選曲）
- 笑顔をくれた君へ〜女医と道化師の挑戦〜（フジテレビジョン,The icon,2008年3月,選曲）
- 24時間あたためますか?〜疾風怒涛コンビニ伝〜（日本テレビ,吉本興業,FAB2008年3月,選曲）
- 東京大空襲（日本テレビ,AX-ON,2008年3月,選曲）
- 24時間テレビスペシャルドラマみゅうの足パパにあげる（日本テレビ,AX-ON,2008年8月,選曲）
- 刑事吉永誠一涙の事件簿7「不幸を呼ぶ宝石」（テレビ東京,BSジャパン,ホリプロ,2008年10月,選曲）
- 春さらば〜おばあちゃん天国に財布はいらないよ〜（テレビ東京,博報堂DYメディアパートナーズ,THEWORKS,2009年3月,選曲）
- パナソニックドラマスペシャルいのちの島（TBSテレビ,MMJ,2009年11月,選曲）

#### 2010年代

##### 連続ドラマ
- サラリーマン金太郎（テレビ朝日,MMJ,2010年1月期,サウンドデザイン）
- 宿命1969-2010-ワンス・アポン・ア・タイム・イン・東京-（朝日放送,テレビ朝日,東宝,2010年1月期,選曲）
- 横山秀夫サスペンス第1弾（WOWOW,ホリプロ,2010年3月,サウンドデザイン）
- Mother（日本テレビ,ケイファクトリー,2010年4月期,サウンドデザイン）
- 怪物くん（日本テレビ,オフィスクレッシェンド,2010年4月期,サウンドデザイン）
- ハンマーセッション!（TBSテレビ,東宝,2010年7月期,サウンドデザイン）
- マークスの山（WOWOW,東阪企画,2010年7月期,サウンドデザイン）
- SPEC〜警視庁公安部公安第五課未詳事件特別対策係事件簿〜（TBSテレビ,オフィスクレッシェンド,2010年10月期,サウンドデザイン）
- Q10（日本テレビ,トータルメディアコミュニケーション,2010年10月期,サウンドデザイン）
- 最上の命医（テレビ東京,東宝,2011年1月期,選曲）
- デカワンコ（日本テレビ,ケイファクトリー,2011年1月期,サウンドデザイン）
- 悪党〜重犯罪捜査班（ABC朝日放送,テレビ朝日,MMJ2011年1月期,選曲）
- CO移植コーディネーター（WOWOW,ドリマックス・テレビジョン,2011年3月,サウンドデザイン）
- 横山秀夫サスペンス第2弾（WOWOW,ホリプロ2010年3月,サウンドデザイン）
- グッドライフ〜ありがとう,パパ。さよなら〜（関西テレビ,2011年4月期,選曲）
- アスコーマーチ!〜県立明日香工業高校行進曲〜（テレビ朝日,MMJ,2011年4月期,選曲）
- 明日の光をつかめ2（東海テレビ,MMJ,2011年7月-9月,サウンドデザイン）
- IS（アイエス）〜男でも女でもない性〜（2011年7月-9月,テレビ東京系列,選曲）
- ドン★キホーテ（日本テレビ,AX-ON,2011年7月期,サウンドデザイン）
- 陽はまた昇る（テレビ朝日,MMJ,2011年7月期,選曲）
- 下町ロケット（WOWOW,東阪企画,2010年8月期,サウンドデザイン）
- ラストマネー-愛の値段-（NHK,ドリマックス・テレビジョン,2011年9月,音響効果）
- 妖怪人間ベム（日本テレビ,トータルメディアコミュニケーション,2011年10月期,サウンドデザイン）
- 俺の空（テレビ朝日,MMJ,2011年,サウンドデザイン）
- 理想の息子（日本テレビ,AX-ON,2012年1月期,サウンドデザイン）
- 妄想捜査〜桑潟幸一准教授のスタイリッシュな生活（テレビ朝日,東映,2012年1月期,サウンドデザイン）
- 13歳のハローワーク（テレビ朝日,MMJ,2012年1月期,選曲）
- 推定有罪（WOWOW,国際放映,2012年3月期,サウンドデザイン）
- 罪と罰AFalsifiedRomance（WOWOW,ホリプロ,2012年4月期,サウンドデザイン）
- 三毛猫ホームズの推理（日本テレビ,オフィスクレッシェンド2012年4月期,サウンドデザイン）
- 家族のうた（フジテレビジョン,共同テレビジョン2012年4月期,選曲）
- マグマ（WOWOW,フレッシュハーツ2012年6月期,サウンドデザイン）
- ボーイズ・オン・ザ・ラン（テレビ朝日,5年D組,2012年7月期,サウンドデザイン）
- サマーレスキュー〜天空の診療所〜（TBSテレビ,The icon,2012年7月期,サウンドデザイン）
- プラチナタウン（WOWOW,国際放映,2012年8月,サウンドデザイン）
- 東京全力少女（日本テレビ,2012年10月期,サウンドデザイン）
- 悪夢ちゃん（日本テレビ,2012年10月期,サウンドデザイン）
- 匿名探偵（テレビ朝日,2012年10月期,サウンドデザイン）
- おトメさん（テレビ朝日,MMJ,2013年1月期,サウンドデザイン）
- 夜行観覧車（TBSテレビ,ドリマックス・テレビジョン,2013年1月期,サウンドデザイン）
- 泣くな,はらちゃん（日本テレビ,2013年1月期,サウンドデザイン）
- レディ・ジョーカー（WOWOW,東阪企画,2013年3月,サウンドデザイン）
- 雲の階段（日本テレビ,2013年4月期,サウンドデザイン）
- 35歳の高校生（日本テレビ,2013年4月期,サウンドデザイン）
- ムッシュ!（CBC,ドリマックス・テレビジョン,2013年4月期,サウンドデザイン）
- お父さんは二度死ぬ（NHK,AX-ON2013年6月,音響効果）
- 震える牛（WOWOW,2013年6月,サウンドデザイン）
- パンとスープとネコ日和（WOWOW,2013年7月,音楽プロデューサー）
- スターマン・この星の恋（関西テレビ,オフィスクレッシェンド,2013年7月期,サウンドデザイン）
- Woman（日本テレビ,2013年7月期,サウンドデザイン）
- LINK（WOWOW,国際放映,2013年10月,選曲）
- 刑事のまなざし（TBSテレビ,ドリマックス・テレビジョン,2013年10月期,サウンドデザイン）
- 東京バンドワゴン（日本テレビ,2013年10月期,サウンドデザイン）
- 隠蔽捜査（TBSテレビ,ドリマックス・テレビジョン,2014年1月期,サウンドデザイン）
- 緊急取調室（テレビ朝日,2014年1月期,サウンドデザイン）
- 戦力外捜査官（日本テレビ,2014年1月期,サウンドデザイン）
- 地の塩（WOWOW,2014年2月,サウンドデザイン）
- アリスの棘（TBSテレビ,ドリマックス・テレビジョン,2014年4月期,サウンドデザイン）
- 弱くても勝てます（日本テレビ,2014年4月期,サウンドデザイン）
- マルホの女〜保険犯罪調査員〜（テレビ東京,2014年4月期,サウンドデザイン）
- 昼顔〜平日午後3時の恋人たち〜（フジテレビジョン,2014年7月期,選曲）
- 終の棲家NHK,AX-ON,2014年7月期,音響効果）
- 聖女（NHK,The icon2014年8月期,音響効果）
- ハング（2014年9月20日BeeTV,サウンドデザイン）
- SAKURA〜事件を聞く女〜（TBSテレビ,The icon,2014年10月期,サウンドデザイン）
- Nのために（TBSテレビ,ドリマックス・テレビジョン,2014年10月期,サウンドデザイン）
- 地獄先生ぬ〜べ〜（日本テレビ,2014年10月期,サウンドデザイン）
- 株価暴落（WOWOW,2014年10月期,サウンドデザイン）
- 悪貨（WOWOW,2014年11月期,サウンドデザイン）
- 4夜連続ドラマスペシャル・恋の合宿免許っ!（フジテレビジョン,2014年12月22日-25日,選曲）
- 警部補・杉山真太郎〜吉祥寺署事件ファイル（TBSテレビ,東映,2015年1月期,サウンドデザイン）
- まっしろ（TBSテレビ,2015年1月期,サウンドデザイン）
- セカンド・ラブ（テレビ朝日,オフィスクレッシェンド,2015年1月期,サウンドデザイン）
- ラギッド!（NHK,AX-ON,2015年2月期,音響効果）
- スケープゴート（WOWOW,MMJ,2015年4月期,サウンドデザイン）
- ヤメゴク（TBSテレビ,オフィスクレッシェンド,2015年4月期,サウンドデザイン）
- ドS刑事（日本テレビ,光和,2015年4月期,サウンドデザイン）
- 不便な便利屋（テレビ東京,The icon,2015年4月期,サウンドデザイン）
- テミスの求刑（WOWOW,アズバーズ,2015年5月期,サウンドデザイン）
- ど根性ガエル（日本テレビ,2015年7月期,サウンドデザイン）
- ナポレオンの村（TBSテレビ,2015年7月期,サウンドデザイン）
- 僕らプレイボーイズ熟年探偵社（テレビ東京,The icon,2015年7月期,サウンドデザイン）
- 結婚式の前日に(TBSテレビ,2015年10月期,サウンドデザイン)
- エンジェルハート(日本テレビ,2015年10月期,選曲)
- 5人のジュンコ（WOWOW,松竹,2015年10月期,サウンドデザイン）
- 臨床犯罪学者火村英生の推理（日本テレビ,2016年1月期,サウンドデザイン）
- 私結婚できないんじゃなくてしないんです（TBSテレビ,ドリマックス・テレビジョン,2016年4月期,サウンドデザイン）
- 沈まぬ太陽（WOWOW,角川大映スタジオ,2016年4月期,サウンドデザイン）
- 奇跡の人（NHK,AX-ON,2016年4月期,サウンドデザイン）
- 仰げば尊し（TBSテレビ,東宝,2016年7月期,サウンドデザイン）
- 希望ヶ丘の人びと（WOWOW,大映テレビ,2016年7月期,サウンドデザイン）
- グ・ラ・メ!〜総理の料理番〜（テレビ朝日,MMJ,2016年7月期,サウンドデザイン）
- 神の舌を持つ男（TBSテレビ,オフィスクレシェンド,2016年7月期,サウンドデザイン）
- でぶせん（hulu,ケイファクトリー,2016年8月期,サウンドデザイン）
- 福家堂本舗-KYOTO LOVE STORY-（Amazon prime,The icon2016年9月期,サウンドデザイン）
- THELASTCOP/ラストコップ（日本テレビ,TMC,2016年10月期,サウンドデザイン）
- 砂の塔〜知りすぎた隣人（TBSテレビ,東通,2016年10月期,サウンドデザイン）
- 女の中にいる他人（NHKBSプレミアム,The icon,2017年1月期,サウンドデザイン）
- 就活家族〜きっと,うまくいく〜（テレビ朝日,ジャンゴフィルム,2017年1月期,サウンドデザイン）
- 探偵・日暮旅人（日本テレビ,オフィスクレッシェンド,2017年1月期,サウンドデザイン）
- 下剋上受験（TBSテレビ,大映テレビ,2017年1月期,サウンドデザイン）
- 楽園（WOWOW,松竹,2017年1月期,サウンドデザイン）
- CRISIS公安機動捜査隊特捜班（フジテレビジョン,関西テレビ,2017年4月期,サウンドデザイン）
- 緊急取調室（テレビ朝日,アズバース,2017年4月期,サウンドデザイン）
- リバース（TBSテレビ,ドリマックス・テレビジョン,2017年4月期,サウンドデザイン）
- カンナさーん!（TBSテレビ,ケイファクトリー,2017年7月期,サウンドデザイン）
- あいの結婚相談所（テレビ朝日,MMJ2017年7月期,選曲）
- アキラとあきら（WOWOW,東阪企画,2017年7月期,サウンドデザイン）
- 先に生まれただけの僕（日本テレビ,ケイファクトリー,2017年10月期,サウンドデザイン）
- 吾輩の部屋である（日本テレビ,TMC,2017年10月期,サウンドデザイン）
- ファイナルライフ-明日、君が消えても-（Amazon prime,リアルプロダクツ,2017年10月期,サウンドデザイン）
- 今からあなたを脅迫します（日本テレビ,AX-ON,2017年10月期,サウンドデザイン）
- ユニバーサル広告社～あなたの人生、売り込みます！～ （テレビ東京,大映テレビ,2017年10月期,サウンドデザイン）
- 監査役 野崎修平（WOWOW,角川大映スタジオ,2017年度12月期,サウンドデザイン）
- anone（日本テレビ,ザ・ワークス,2018年度1月期,サウンドデザイン）
- もみ消して冬（日本テレビ,オフィスクレッシェンド,サウンドデザイン）
- 特命刑事 カクホの女（テレビ東京,ファイン,2018年度1月期，サウンドデザイン）
- あなたには帰る家がある（TBSテレビ,東通,2018年4月期,サウンドデザイン）
- ○○な人の末路（日本テレビ,TMC,2018年4月期,サウンドデザイン）
- モンテ・クリスト伯―華麗なる復讐― （フジテレビジョン,バスク,2018年4月期,サウンドデザイン）
- 黒書院の六兵衛（WOWOW,リーライダーす,2018年7月期,サウンドデザイン）
- 星屑リベンジャーズ（AmebaTV,バスク,2018年7月期,サウンドデザイン）
- ゼロ 一獲千金ゲーム（日本テレビ,オフィスクレッシェンド,2018年7月期,サウンドデザイン）
- 探偵が早すぎる （讀賣テレビ,ホリプロ,2018年7月期,サウンドデザイン）
- 主婦カツ! （NHK BSプレミアム,アズバーズ,2018年10月期,サウンドデザイン）
- ドロ刑 -警視庁捜査三課-（日本テレビ,The icon,2018年10月期,サウンドデザイン）
- 部活、好きじゃなきゃダメですか?（日本テレビ,The icon,2018年10月期,サウンドデザイン）
- 僕とシッポと神楽坂（テレビ朝日,MMJ,2018年10月期,サウンドデザイン）
- 中学聖日記（TBSテレビ,ドリマックス・テレビジョン,2018年10月期,サウンドデザイン）
- グッドワイフ（TBSテレビ,2019年1月期,サウンドデザイン）
- イノセンス冤罪弁護士（日本テレビ,AXON,2019年1月期,サウンドデザイン）
- 緊急取調室THIRD SEASON（テレビ朝日,2019年4月期,サウンドデザイン）
- 神ちゅーんず 〜鳴らせ!DTM女子〜（朝日放送テレビ,2019年4月期,サウンドデザイン）
- 都立水商!〜令和〜（毎日放送,TBSテレビ,2019年4月期,サウンドデザイン）
- TWO WEEKS（フジテレビジョン,関西テレビ,2019年7月期,サウンドデザイン）
- これは経費では落ちません！（NHK,AX-ON,2019年7月期,サウンドデザイン）
- 恋の病と野郎組（BS日テレ,2019年7月期,サウンドデザイン）
- そして、生きる（WOWOW,2019年8月期,サウンドデザイン）
- 生田家の朝 2019年秋（日本テレビ,2019年10月期,サウンドデザイン）
- 俺の話は長い（日本テレビ,2019年10月期,サウンドデザイン）
- ブラック校則（日本テレビ,2019年10月期,サウンドデザイン）
- 特命刑事 カクホの女２（テレビ東京,2019年度10月期,サウンドデザイン）

##### スペシャルドラマ
- 土曜プレミアム阪神・淡路大震災から15年神戸新聞の7日間〜命と向き合った被災記者たちの闘い〜（フジテレビジョン,アズバーズ2010年1月,選曲）
- 金曜プレステージ検事・霞夕子（フジテレビジョン,ユニオン映画2011年2月,選曲）
- 第8回テレビ朝日21世紀新人シナリオ大賞ドラマ臨月の娘（テレビ朝日,国際放映2010年3月）
- 土曜プレミアム刑事・鳴沢了〜東京テロ,史上最悪の24時間〜（フジテレビジョン,ドリマックス・テレビジョン,2010年5月,選曲）
- TRICK新作スペシャル2（2010年5月,テレビ朝日,選曲）
- 離婚シンドローム（日本テレビ,AX-ON2010年6月,サウンドデザイン）
- おかげ様で!（2010年9月18日,中部日本放送,選曲）
- 探偵倶楽部（フジテレビジョン,ホリプロ2010年10月,選曲）
- コヨーテ,海へ（2011年1月3日,WOWOW,音響効果）
- さよならぼくたちのようちえん(テレビドラマ)（日本テレビ,AX-ON2011年3月,サウンドデザイン）
- 再生巨流（WOWOW,国際放映2011年3月,選曲）
- 死刑基準（WOWOW,国際放映2011年,選曲）
- 卒業ホームラン（テレビ東京,ホリプロ2011年3月,選曲）
- 最後の晩餐〜刑事・遠野一行と七人の容疑者〜（テレビ朝日,MMJ2011年5月,選曲）
- 土曜プレミアム刑事・鳴沢了2〜偽りの聖母〜（フジテレビジョン,ドリマックス・テレビジョン,2011年5月,選曲）
- 金曜プレステージ回廊亭の殺人（フジテレビジョン,ドリマックス・テレビジョン,2011年6月,サウンドプロデューサー）
- 金曜プレステージ警部補・佐々木丈太郎3（フジテレビジョン,東阪企画2011年6月,選曲）
- 金曜プレステージ検事・霞夕子（フジテレビジョン,ユニオン映画2011年9月,選曲）
- 金曜プレステージ警部補・佐々木丈太郎4（フジテレビジョン,東阪企画2011年11月,選曲）
- 知られざる幕末の志士山田顕義物語（MBS,2012年1月,選曲）
- 松本清張没後20年特別企画・危険な斜面（フジテレビジョン,ユニオン映画2012年9月,サウンドデザイン）
- SPEC〜翔（承）〜（TBSテレビ,2012年4月,ミュージックデザイン）
- ネプチューンの超体験!タイムワープ旅行社〜時間旅行で江戸時代へ〜（日本テレビ,2012年6月）
- 家族,貸します〜ファミリー・コンプレックス〜（日本テレビ,AX-ON2012年7月,サウンドデザイン）
- 私は代行屋!（テレビ朝日,The icon2012年8月,選曲）
- 車イスで僕は空を飛ぶ（日本テレビ,AX-ON2012年8月,選曲）
- ぱじ〜ジイジと孫娘の愛情物語〜（テレビ東京,MMJ,2013年3月,サウンドデザイン）
- チープ・フライト（日本テレビ,AX-ON2013年3月,サウンドデザイン）
- 二十四の瞳（テレビ朝日,2013年7月,選曲）
- 今日の日はさようなら(テレビドラマ)（日本テレビ,2013年8月,選曲）
- SPEC〜零〜（TBSテレビ,2013年10月23日,ミュージックデザイン）
- 事件屋稼業2（フジテレビジョン,2014年1月,サウンドデザイン）
- Dr.ナースエイド（2014年11月7日,日本テレビ）
- 磁石男（日本テレビ,AX-ON2014年6月,サウンドデザイン）
- 悪夢ちゃんスペシャル（日本テレビ,2014年5月,サウンドデザイン）
- はなちゃんのみそ汁（日本テレビ,AX-ON2014年8月,サウンドデザイン）
- 松本清張ドラマスペシャル・三億円事件（テレビ朝日,2014年選曲）
- 殺人偏差値70（日本テレビ,2014年7月2日,選曲）
- ママが生きた証（2014年7月5日,MMJ,テレビ朝日サウンドデザイン）
- 白銀ジャック（テレビ朝日,2014年8月サウンドデザイン）
- 全盲の僕が弁護士になった理由〜実話に基づく感動サスペンス!〜（2014年12月1日,TBSテレビ,サウンドデザイン）
- 松本清張ドラマスペシャル〜霧の旗（2014年12月7日,テレビ朝日,サウンドデザイン）
- クロハ〜機捜の女性捜査官〜（2015年2月22日,テレビ朝日,サウンドデザイン）
- 復讐法廷（テレビ朝日,東映,2015年2月7日,サウンドデザイン）
- 地方紙を買う女〜作家・杉本隆治の推理（テレビ朝日,2016年3月12日,サウンドデザイン）
- 迷宮捜査（テレビ朝日,2015年5月,サウンドデザイン）
- スクープ遊軍記者・布施京一（TBSテレビ,2015年6月,サウンドデザイン）
- 激突!アラフィフ熟女刑事の事件簿（テレビ東京,2015年6月10日,サウンドデザイン）
- THELASTCOP/ラストコップ（日本テレビ,2015年6月19日,サウンドデザイン）
- 金曜ロードSHOWがっぱ先生!（日本テレビ,ケイファクトリー,2016年9月,選曲）
- 不便な便利屋（テレビ東京,The icon,2016年12月,選曲）
- 十九歳（フジテレビジョン,共同テレビジョン,2017年2月,選曲）
- 北風と太陽の法廷（日本テレビ,The icon,2017年2月,選曲）
- 絆～走れ奇跡の子馬～（NHK,ドリマックス・テレビジョン,2017年3月,選曲）
- 破獄（テレビ東京,ドリマックス・テレビジョン,2017年3月,選曲）
- KinKi Kidsデビュー20周年記念金曜ロードSHOW ぼくらの勇気未満都市2017（日本テレビ,オフィスクレッシェンド,2017年7月,サウンドデザイン）
- 24時間テレビ 時代をつくった男　阿久悠物語 （日本テレビ,AX-ON,2017年8月,サウンドデザイン）
- 巨悪は眠らせない （テレビ東京,テレパック,2017年9月,サウンドデザイン）
- 白い刑事 （テレビ朝日,東阪企画,2017年9月,サウンドデザイン）
- 隠蔽捜査（TBSテレビ, ドリマックス・テレビジョン,2017年10月,サウンドデザイン）
- 浅見光彦シリーズ　漂泊の楽人（TBSテレビ,テレパック,2017年10月,サウンドデザイン）
- 安田成美 イギリス妖精伝説の旅(BSフジ,共同テレビジョン, 2017年12月,サウンドデザイン）
- 新・浅見光彦後鳥羽伝説殺人事件(TBSテレビ,テレパック, 2017年12月,サウンドデザイン）
- 娘の結婚（テレビ東京,テレパック, 2018年1月,サウンドデザイン）
- Q＆A（テレビ朝日,万永, 2018年3月,サウンドデザイン）
- 新・浅見光彦平家伝説殺人事件 (TBSテレビ,テレパック, 2018年3月,サウンドデザイン）
- SPEC サトリの恋 （TBSテレビ,2018年8月,サウンドデザイン）
- 乱反射(東海テレビ, MMJ,2018年9月,サウンドデザイン）
- 24時間テレビ ヒーローを作った男 石ノ森章太郎物語 （日本テレビ,ケイファクトリー,2018年8月,サウンドデザイン）
- 内田康夫サスペンス 新・浅見光彦シリーズ 華の下にて (TBSテレビ,テレパック, 2018年10月,サウンドデザイン）
- スペシャルドラマ手紙（テレビ東京,アズバーズ,2018年12月,サウンドデザイン）
- 内田康夫サスペンス 新・浅見光彦シリーズ 天城峠殺人事件 (TBSテレビ,テレパック, 2018年12月,サウンドデザイン）
- 不甲斐ないこの感性を愛してる（フジテレビジョン,2019年3月,音楽プロデューサー）
- もみ消して冬〜夏でも寒くて死にそうです〜（日本テレビ,2019年6月,サウンドデザイン）
- 臨床犯罪学者 火村英生の推理2019「ABCキラー」編（日本テレビ,2019年9月,サウンドデザイン）
- 探偵が早すぎる スペシャル（讀賣テレビ,ホリプロ,2019年12月,サウンドデザイン）

#### 2020年代

##### 連続ドラマ
- 知らなくていいコト（日本テレビ,2020年度1月期,サウンドデザイン）
- アライブ がん専門医のカルテ（フジテレビ,2020年1月期,サウンドデザイン）
- 彼らを見ればわかること（WOWOW,2020年1月期,サウンドデザイン）
- テセウスの船（TBSテレビ,2020年度1月期,サウンドデザイン）
- 病院の治しかた〜ドクター有原の挑戦（テレビ東京,2020年度1月期,サウンドデザイン）
- ブラを捨て旅に出よう（Hulu,2020年度1月期,サウンドデザイン）
- 美食探偵 明智五郎（日本テレビ,2020年度4月期,サウンドデザイン）
- 鉄の骨（WOWOW,2020年4月期,サウンドデザイン）
- ハケンの品格 第2シリーズ（日本テレビ,2020年4月期,サウンドデザイン）
- 大江戸もののけ物語（NHK BSプレミアム,2020年7月期,サウンドデザイン）
- 一億円のさようなら（NHK BSプレミアム,2020年9月期,サウンドデザイン）
- 24 JAPAN（テレビ朝日,2020年10月期,サウンドデザイン）
- 極主夫道（読売テレビ,ファインエンターテイメント,日本テレビ,2020年10月期,サウンドデザイン）
- ＃リモラブ〜普通の恋は邪道〜（日本テレビ,オフィスクレッシェンド,2020年10月期,サウンドデザイン）
- 姉ちゃんの恋人（フジテレビ,関西テレビ,ホリプロ,2020年10月期,サウンドデザイン）
- にじいろカルテ（テレビ朝日,2021年1月期,サウンドデザイン）
- SPECサーガ黎明編『Knockin'on 冷泉's SPEC Door 〜絶対預言者 冷泉俊明が守りたかった幸福の欠片〜（Paravi,2021年2月期,サウンドデザイン）
- THE LIMIT（Hulu,2021年3月期,サウンドデザイン）
- がんばれ!TEAM NACS（WOWOW,2021年3月期,サウンドデザイン）
- ホットママ（Amazon Prime,2021年3月期,サウンドデザイン）
- 着飾る恋には理由があって（TBSテレビ,2021年4月期,サウンドデザイン）
- TOKYO MER〜走る緊急救命室〜（TBSテレビ,2021年7月期,サウンドデザイン）
- 緊急取調室4th SEASON（テレビ朝日,2021年7月期,サウンドデザイン）
- 黒鳥の湖（WOWOW,2021年7月期,サウンドデザイン）
- 最愛（TBSテレビ,2021年10月期,サウンドデザイン）
- 二月の勝者-絶対合格の教室-（日本テレビ,2021年10月期,サウンドデザイン）
- アバランチ（関西テレビ,トライストーン・ピクチャーズ,2021年10月期,サウンドデザイン）
- 会社は学校じゃねぇんだよ 新世代逆襲編（AbemaTV,2021年10月期,サウンドデザイン）
- 前科者 ー新米保護司・阿川佳代ー（WOWOW,2021年11月期,サウンドデザイン）
- 新聞記者/The Journalist（Netflix,2022年1月期,サウンドデザイン）
- 恋の病と野郎組 Season2（日本テレビ,2022年1月期,サウンドデザイン）
- にんげんこわい（WOWOW,2022年2月期,サウンドデザイン）
- ヒル（WOWOW,2022年2月期,サウンドデザイン）
- 正直不動産（NHK,テレパック,2022年4月期サウンドデザイン）
- 探偵が早すぎる 春のトリック返し祭り（読売テレビ,日本テレビ,2022年4月期,サウンドデザイン）
- 恋なんて、本気でやってどうするの？（関西テレビ,2022年4月期,サウンドデザイン）
- 寂しい丘で狩りをする（テレビ東京,2022年4月期,サウンドデザイン）
- 初恋の悪魔（日本テレビ,2022年7月期,サウンドデザイン）
- 泳げ！ニシキゴイ（日本テレビ,2022年7月期,サウンドデザイン）
- さよならの向う側（読売テレビ,テレパック,2022年9月期,サウンドデザイン）
- 祈りのカルテ〜研修医の謎解き診察記録（日本テレビ,2022年10月期,サウンドデザイン）
- シャイロックの子供たち（WOWOW,2022年10月期,サウンドデザイン）
- つまらない住宅地のすべての家（NHK,2022年10月期,サウンドデザイン）
- インフォーマ（関西テレビ,2023年1月期,サウンドデザイン）
- ギバーテイカー（WOWOW,2023年1月期,サウンドデザイン）
- すきすきワンワン！（日本テレビ,ジェイ・ストーム,2023年1月期,サウンドデザイン）
- 君に届け（Netflix,2023年3月期,選曲）
- だが、情熱はある（日本テレビ,2023年4月期,サウンドデザイン）
- それってパクリじゃないですか？（日本テレビ,2023年4月期,サウンドデザイン）
- あなたがしてくれなくても（フジテレビ,2023年4月期,サウンドデザイン）
- ハヤブサ消防団（テレビ朝日,2023年7月期,サウンドデザイン）
- トリリオンゲーム（TBSテレビ,TBSスパークル,2023年7月期,サウンドデザイン）
- 彼女たちの犯罪（読売テレビ,2023年7月期,選曲）
- にんげんこわい2（WOWOW,2023年8月期,サウンドデザイン）
- ギフテッド（東海テレビ,WOWOW,2023年8月期,サウンドデザイン）
- 落日（WOWOW,2023年9月期,選曲）
- ギフテッド Season2（WOWOW,東海テレビ,2023年10月期,サウンドデザイン）
- 下剋上球児（TBSテレビ,TBSスパークル,2023年10月期,サウンドデザイン）
- コタツがない家（日本テレビ,2023年10月期,サウンドデザイン）
- 正直不動産2（NHK,テレパック,2024年1月期,音響効果）
- 春になったら（関西テレビ,2024年1月期,選曲）
- 大奥（フジテレビ,2024年1月期,サウンドデザイン）
- 肝臓を奪われた妻（日本テレビ,2024年4月期,サウンドデザイン）
- くるり〜誰が私と恋をする？〜（TBSテレビ,大映テレビ,2024年4月期,サウンドデザイン）
- Believe-君にかける橋-（テレビ朝日,2024年4月期,サウンドデザイン）
- ゲームの名は誘拐（WOWOW,2024年6月期,サウンドデザイン）
- 笑うマトリョーシカ（TBSテレビ,共同テレビ,2024年7月期,サウンドデザイン）
- 降り積もれ孤独な死よ（読売テレビ,2024年7月期,サウンドデザイン）
- クラスメイトの女子、全員好きでした（読売テレビ,2024年7月期,選曲）
- 放課後カルテ（日本テレビ,2024年10月期,サウンドデザイン）
- モンスター（関西テレビ,MMJ,2024年10月期,サウンドデザイン）
- ハスリンボーイ（WOWOW,トライストーン・エンタテイメント,2024年11月期,サウンドデザイン）
- インフォーマ-闇を生きる獣たち-（ABEMA,2024年11月期,サウンドデザイン）
- リラの花咲くけものみち（NHK,2025年2月期,選曲）
- ダメマネ！ーダメなタレント、マネジメントしますー（日本テレビ,2025年4月期,サウンドデザイン）
- ドンケツ（DMM TV,2025年4月期,サウンドデザイン）
- 誘拐の日（テレビ朝日,2025年7月期,サウンドデザイン）

##### スペシャルドラマ
- スイッチ（テレビ朝日,2020年6月,サウンドデザイン）
- アクターズ・ショート・フィルム（WOWOW,2021年1月,サウンドデザイン）
- きよしこ（NHK,2021年3月,サウンドデザイン）
- シグナル 長期未解決事件捜査班スペシャル（関西テレビ,フジテレビ,2021年3月,サウンドデザイン）
- 裕さんの女房（NHK BSプレミアム,2021年3月,サウンドデザイン）
- 病院の治しかた〜スペシャル〜（テレビ東京,2021年7月,サウンドデザイン）
- 緊急取調室 新春SP（テレビ朝日,2022年1月,サウンドデザイン）
- アクターズ・ショート・フィルム2（WOWOW,2022年2月,サウンドデザイン）
- 精神分析医 氷室想介の事件簿〜超高層ビル密室殺人の謎〜（BS-TBS,2022年2月,サウンドデザイン）
- 内田康夫サスペンス 浅見光彦 軽井沢殺人事件（テレビ東京,2022年2月,サウンドデザイン）
- 混声の森 前後編（NHK BS4K,2022年3月,サウンドデザイン）
- 月曜プレミア８ 浅見光彦 源氏物語殺人事件（テレビ東京,BSテレ東,TSP,2022年12月,サウンドデザイン）
- 満天のゴール（NHK,2023年3月,サウンドデザイン）
- TOKYO MER〜走る緊急救命室〜 隅田川ミッション（TBSテレビ,2023年4月,選曲）
- 神の手（テレビ東京,2023年5月,サウンドデザイン）
- 正直不動産スペシャル（NHK,2024年1月,音響効果）
- 鬼平犯科帳 本所・桜屋敷（時代劇専門チャンネル,2024年1月,選曲）
- テレビ報道記者〜ニュースをつないだ女たち〜（日本テレビ,2024年3月,サウンドデザイン）
- GTOリバイバル（関西テレビ,2024年4月,サウンドデザイン）
- 鬼平犯科帳 でくの十蔵（時代劇専門チャンネル,2024年6月,選曲）
- 鬼平犯科帳 血頭の丹兵衛（時代劇専門チャンネル,2024年7月,選曲）
- 正直不動産ミネルヴァSPECIAL（NHK,2025年2月,選曲）
- 鬼平犯科帳 老盗の夢（時代劇専門チャンネル,2025年2月,選曲）
- 水平線のうた（NHK,2025年3月,選曲）
- 永遠についての証明（NHK,2025年3月,音響効果）
- 俺の話は長い〜2025・春〜（日本テレビ,2025年3月,サウンドデザイン）
- 鬼平犯科帳 暗剣白梅香（時代劇専門チャンネル,2025年7月,選曲）

### 映画
- スペーストラベラーズ（2000年）
- 海猿（2004年）
- バッシュメント（2005年）
- 銀幕版スシ王子!〜ニューヨークへ行く〜（2008年）
- 20世紀少年第1章〜（2008年）
- まぼろしの邪馬台国（2008年）
- プール（2009年）
- マザーウォーター（2010年）
- はやぶさ/HAYABUSA（2011年）
- DOG×POLICE純白の絆（2011年）
- 東京オアシス（2011年）
- 劇場版SPEC〜天〜（2012年）
- 劇場版SPEC〜結〜漸ノ篇（2013年）
- 劇場版SPEC〜結〜爻ノ篇（2013年）
- エイトレンジャー（2012年）
- プラチナデータ（2013年）
- エイトレンジャー2（2014年）
- るろうに剣心京都大火編/伝説の最期編（2014年）
- ミュージアム(漫画)（2016年）
- RANMARU神の舌を持つ男（2016年）
- 三月のライオン（2017年）
- サクラダリセット（2017年）
- ラストコップTHEMOVIE（2017年）
- 昼顔（2017年）
- 女々演 （2017年）
- 恋と嘘（2017年）
- honey（2018年）
- さらば青春、されど青春 （2018年）
- 億男（2018年）
- 新聞記者（2019年）
- 劇場版 そして、生きる（2019年）
- ブラック校則（2019年）
- 夜明けを信じて。（2020年10月）
- 劇場版シグナル 長期未解決事件捜査班（2021年4月）
- るろうに剣心 最終章TheFinal／TheBeginning（2021年4月/6月）
- 劇場版 がんばれ！NEAM NACS（2021年7月）
- 愛国女子ー紅武士道（2022年2月)
- 20歳のソウル（2022年5月）
- 極主夫道 ザ・シネマ（2022年6月）
- 呪い返し師ー塩子誕生（2022年10月）
- 天間荘の三姉妹（2022年10月）
- 月の満ち欠け（2022年12月）
- 車線変更 ーキューポラを見上げてー（2022年12月）
- レジェンド&バタフライ（2023年1月）
- ヴィレッジ（2023年4月）
- 劇場版 TOKYO MER〜走る緊急救命室〜（2023年4月）
- 二十歳に還りたい。（2023年9月）
- クレイジークルーズ（2023年11月）
- 首（2023年11月）
- 陰陽師0（2024年4月）
- 鬼平犯科帳 血闘（2024年5月）
- 劇場版 トリリオンゲーム（2025年2月）

### 配信ドラマ
- CLショートフィルムプロジェクト!!“COLORS”（2023年6月,サウンドデザイン）

### ラジオ
- フラッシュ金子のコマラジ・マンデー・スペシャル（2020年3月16日）

### Youtube
- じゃこ天 -JACO 10- / JACO Official（2020年7月18日）

## 音楽・作曲担当
- 世にも奇妙な物語'01秋の特別編「奇跡の女」（フジテレビジョン、共同テレビジョン、2001年10月、作曲担当）
- 2001年のおとこ運（関西テレビ、2001年1月、作曲担当）
- ドラマDモードFLY航空学園グラフィティ（NHK、NHKエンタープライズ、AVEC、2001年5月-7月、作曲担当）
- 春ランマン（関西テレビ放送、2002年4月、作曲担当）
- 弁護士のくず（TBSテレビ、ドリマックス・テレビジョン、2006年4月期、作曲担当）
- 逮捕しちゃうぞ（テレビ朝日、AVEC、2002年10月期、作曲担当）
- バッシュメント（映画、2005年、作曲担当）
- アタックNO.1（テレビ朝日、2005年4月、作曲担当）